# 桃園市立武陵高級中学
桃園市立武陵高級中学（こくりつぶりょうこうきゅうちゅうがく）は、桃園市桃園区西部にある男女共学の市立高級中学。

## 沿革
- 1955年：台湾省立台北市成功高級中学茄苳渓分部として創立。
- 1955年：台湾台北市五省中桃園聯合分部(成功中学主弁)に改称。
- 1959年：成功中学より独立し台湾省立武陵中学に改称。
- 1970年：初中部統合により台湾省立武陵高級中学に改称。
- 2000年：国立武陵高級中学に改称。

## 歴代校長
1. 卜冠東
2. 李序僧
3. 宋鴻域
4. 馮堯春
5. 宋金印
6. 侯建威
7. 陳震
8. 劉永水
9. 程為山
10. 呉正牧
11. 林継生
12. 林清波
13. 林煥周

## 出身者
- 林正峰 桃園県亀山郷長
- 林哲芸 台湾省諮議員
- 秦慧珠 立法委員
- 張光正 明新科技大学校長
- 曽志宏 桃園県立建国国民中学校長
- 劉春生 前大園郷長
- 顔万進 海基会副秘書長
- 羅森棟 台湾省党部副主任委員
- 劉欽泉 中興大学教授
- 江松木 千国公司董事長
- 殷乃平 国立政治大学教授
- 呉正牧 前任武陵高中校長
- 呂理胡 弁護士
- 李国亮 大渓国中校長
- 徐傑添 桃園県立桃園国民中学校長
- 羅仁権 国立中正大学校長
- 邱垂貞 立法委員
- 謝文卿 安傑建設董事長
- 邱栄挙 国立台湾大学教授
- 張保光 国立林口高級中学校長
- 蔡栄徳 弁護士
- 李正文 国民党新竹県党部主委
- 郭明俊 桃園県救国団指導委員
- 王秀雲 台北県立桃子脚国民中学校長
- 謝彰文 桃園県議員
- 謝登旺 元智大学主任秘書
- 江岷欽 台北大学公共行政教授
- 萬芳　歌手、女優
- 邱志恆 トークショーホースト、男優